# Didiscus anisodiscus
Didiscus anisodiscus är en svampdjursart som beskrevs av Jean Vacelet och Vasseur 1971. Didiscus anisodiscus ingår i släktet Didiscus och familjen Heteroxyidae. Inga underarter finns listade i Catalogue of Life.